# Jezioro Kackie
Jezioro Kackie je ekologicky cenné jezero s mokřadem, loukami a také přírodní rezervace, která se nachází na pramenech potoka Potok Przemysłowy na hranici jižní části Trojměstského krajinného parku (Trójmiejski Park Krajobrazowy) ve čtvrti Wielki Kack města Gdyni v Pomořském vojvodství. Nachází se zde 383 druhů cévnatých rostliny (Tracheophyta) včetně endemitů a chráněných rostlin, 12 druhů vážek, 35 druhů motýlů, 52 druhů ptáků, 13 druhů savců aj. Celkem cca 560 vyšších organismů. Jezero má podélný tvar a táhne se severovýchodním směrem pod kopcem Lisia Góra. Přírodní rezervace zde byla založena v roce 2008. Původně zde bylo jezero (Jezioro Wielkokackie, Großkatzer See), které bylo v letech 1907 až 1912 vysušené pro potřeby pastvin a později bylo znovu obnoveno.

## Další informace
K místu vedou turistické stezky a cyklostezka. Poblíž se také nachází turistická zajímavost Bursztynowe kule (bývalé naleziště Jantaru).